# چاه سبز (زرین‌دشت)
چاه سبز (زرین‌دشت)، روستایی از توابع بخش مرکزی شهرستان زرین‌دشت در استان فارس ایران است.

## جمعیت
این روستا در دهستان زیرآب قرار دارد و براساس سرشماری مرکز آمار ایران در سال ۱۳۸۵، جمعیت آن ۷۰۱ نفر (۱۴۹خانوار) بوده‌است.